# Xã West Plains, Quận Meade, Kansas
Xã West Plains (tiếng Anh: West Plains Township) là một xã thuộc quận Meade, tiểu bang Kansas, Hoa Kỳ. Năm 2010, dân số của xã này là 1.320 người.